# Espostoa
Espostoa  Britton & Rose è un genere di piante della famiglia delle Cactacee.
Il nome del genere è un omaggio al botanico peruviano Nicolas Esposto.

## Tassonomia
Comprende le seguenti specie:
- Espostoa blossfeldiorum (Werderm.) Buxb.
- Espostoa calva F.Ritter
- Espostoa cremnophila Hoxey
- Espostoa frutescens Madsen
- Espostoa hylaea F.Ritter
- Espostoa lanata (Kunth) Britton & Rose
- Espostoa melanostele (Vaupel) Borg
- Espostoa mirabilis F.Ritter
- Espostoa senilis (F.Ritter) N.P.Taylor
- Espostoa superba F.Ritter
- Espostoa utcubambensis G.J.Charles